# 姜己文
姜 己文（カン・ギムン、朝鮮語: 강기문、1899年または1910年1月22日 - 没年不詳）は、大韓民国の実業家、政治家。制憲韓国国会議員。

## 経歴
慶尚南道山清郡出身。旧制浪速中学校（現・浪速高等学校・中学校）卒、大阪大学商学部卒業または中退。大阪で硝子販売業を営んだ後、帰国しソウル南山洞に姜己文商店を設立し硝子販売および貿易業を経営した。その後、大韓建設工業会社社長、株式会社姜己文商店社長を務め、1948年の初代総選挙で当選した後は国会財政経済第1分科委員を務めた。朝鮮戦争の際、身を隠していたところ北朝鮮に拉致され以後消息不明。弟により失郷私民申告書が提出された。